# Liga de las Américas 2007-08
La Liga de las Américas 2007-08 fue la primera edición del torneo, siendo el primero de clubes de baloncesto que abarca a todo el continente americano. Se jugó entre 2007 y 2008 en 4 sedes fijas (Argentina, Brasil, Estados Unidos y Puerto Rico) con un total de 16 equipos participantes.
Fue presentado en Buenos Aires en el mes de noviembre de 2007, ya que desde hacía tiempo se reclamaba una competencia de real jerarquía para los clubes de América.

## Formato
Se disputó entre 16 equipos, divididos en 4 grupos. Cada equipo jugó un partido contra cada uno de sus 3 rivales en el grupo. Los primeros dos de cada uno de esos grupos accedieron a los Cuartos de Final, donde se jugó en modalidad de Play-Off, al mejor de tres partidos. Los 4 ganadores de esa instancia, disputaron un "Final Four", de donde se obtuvo al campeón de la competencia.

## Plazas
| - Estados Unidos: 2 equipos. - México: 3 equipos. - Puerto Rico: 2 equipos. - República Dominicana: 1 equipo. |  | - Argentina: 3 equipos. - Brasil: 3 equipos. - Chile: 1 equipo. - Uruguay: 1 equipo. |

## Grupos
| Grupo A                 | Grupo B                   | Grupo C           | Grupo D                  |
| ----------------------- | ------------------------- | ----------------- | ------------------------ |
| Cangrejeros de Santurce | Capitanes de Arecibo      | Boca Juniors      | Libertad Sunchales       |
| Metros de Santiago      | Fuerza Regia de Monterrey | Defensor Sporting | Liceo Mixto              |
| PBL All Star            | Halcones UV Xalapa        | Flamengo          | Peñarol de Mar del Plata |
| Soles de Mexicali       | Miami Tropics             | Minas Tenis Clube | Brasília                 |

## Árbitros
Para la Liga de las Américas 2007/2008, FIBA Américas eligió 16 árbitros federados:
| - Baum, Gabriel - Carrión, José Aníbal - Chiti, Alejandro César - Delgado Casadiego, Daniel Alfredo - Dos Santos, Renato - Estévez, Pablo Alberto - Ethier, Nancy - Homsy, Mike Amir | - Maranho, Cristiano Jesus - Mercedes Sánchez, Reynaldo Antonio - Pacheco, Sergio - Rodrigo, Daniel - Rougier, Diego - Trías Iglesias, Álvaro Darío - Uslegui, Héctor - Vázquez, Jorge |

## Ronda preliminar

### Grupo A
| Pos. | Equipo                    | Pts | PJ | PG | PP | PF  | PC  | Dif |
| ---- | ------------------------- | --- | -- | -- | -- | --- | --- | --- |
| 1.   | Soles de Mexicali x       | 6   | 3  | 3  | 0  | 248 | 227 | 21  |
| 2.   | Cangrejeros de Santurce x | 5   | 3  | 2  | 1  | 262 | 210 | 52  |
| 3.   | PBL All Star              | 4   | 3  | 1  | 2  | 238 | 267 | -29 |
| 4.   | Metros de Santiago        | 3   | 3  | 0  | 3  | 236 | 280 | -44 |

- (x) -  Calificado a los Cuartos de Final.

| Fecha                  | Hora² | Partido¹                | Partido¹ | Partido¹                |
| ---------------------- | ----- | ----------------------- | -------- | ----------------------- |
| 4 de diciembre de 2007 | 19:00 | PBL All Star            | 95 - 91  | Metros de Santiago      |
| 4 de diciembre de 2007 | 21:10 | Cangrejeros de Santurce | 74 - 75  | Soles de Mexicali       |
| 6 de diciembre de 2007 | 19:00 | Metros de Santiago      | 83 - 94  | Soles de Mexicali       |
| 6 de diciembre de 2007 | 21:10 | PBL All Star            | 73 - 97  | Cangrejeros de Santurce |
| 7 de diciembre de 2007 | 19:00 | Soles de Mexicali       | 79 - 70  | PBL All Star            |
| 7 de diciembre de 2007 | 21:10 | Cangrejeros de Santurce | 91 - 62  | Metros de Santiago      |

- (¹) -  Todos en el Coliseo Mario "Quijote" Morales, Guaynabo, Puerto Rico.
- (²) -  Hora local de Guaynabo. (UTC -4).

### Grupo B
| Pos. | Equipo                    | Pts | PJ | PG | PP | PF  | PC  | Dif |
| ---- | ------------------------- | --- | -- | -- | -- | --- | --- | --- |
| 1.   | Miami Tropics x           | 6   | 3  | 3  | 0  | 296 | 264 | 32  |
| 2.   | Halcones UV Xalapa x      | 4   | 3  | 1  | 2  | 310 | 291 | 19  |
| 3.   | Fuerza Regia de Monterrey | 4   | 3  | 1  | 2  | 274 | 288 | -14 |
| 4.   | Capitanes de Arecibo      | 4   | 3  | 1  | 2  | 253 | 290 | -37 |

- (x) -  Calificado a los Cuartos de Final.

| Fecha                   | Hora² | Partido¹                  | Partido¹  | Partido¹                  |
| ----------------------- | ----- | ------------------------- | --------- | ------------------------- |
| 11 de diciembre de 2007 | 18:00 | Capitanes de Arecibo      | 96 - 93   | Fuerza Regia de Monterrey |
| 11 de diciembre de 2007 | 20:10 | Miami Tropics             | 112 - 105 | Halcones UV Xalapa        |
| 12 de diciembre de 2007 | 18:00 | Capitanes de Arecibo      | 86 - 116  | Halcones UV Xalapa        |
| 12 de diciembre de 2007 | 20:10 | Fuerza Regia de Monterrey | 88 - 103  | Miami Tropics             |
| 13 de diciembre de 2007 | 19:00 | Fuerza Regia de Monterrey | 93 - 89   | Halcones UV Xalapa        |
| 13 de diciembre de 2007 | 21:10 | Capitanes de Arecibo      | 71 - 81   | Miami Tropics             |

- (¹) -  Todos en el Health & Sports Center, Miami, Estados Unidos.
- (²) -  Hora local de Miami. (UTC -5).

### Grupo C
| Pos. | Equipo              | Pts | PJ | PG | PP | PF  | PC  | Dif |
| ---- | ------------------- | --- | -- | -- | -- | --- | --- | --- |
| 1.   | Minas Tenis Clube x | 5   | 3  | 2  | 1  | 241 | 232 | 9   |
| 2.   | Defensor Sporting x | 5   | 3  | 2  | 1  | 242 | 225 | 17  |
| 3.   | Boca Juniors        | 4   | 3  | 1  | 2  | 215 | 246 | -31 |
| 4.   | Flamengo            | 4   | 3  | 1  | 2  | 250 | 245 | 5   |

- (x) -  Calificado a los Cuartos de Final.

| Fecha                   | Hora² | Partido¹          | Partido¹ | Partido¹          |
| ----------------------- | ----- | ----------------- | -------- | ----------------- |
| 18 de diciembre de 2007 | 20:00 | Minas Tenis Clube | 88 - 99  | Flamengo          |
| 18 de diciembre de 2007 | 22:10 | Boca Juniors      | 73 - 94  | Defensor Sporting |
| 19 de diciembre de 2007 | 20:00 | Minas Tenis Clube | 77 - 68  | Defensor Sporting |
| 19 de diciembre de 2007 | 22:10 | Boca Juniors      | 77 - 76  | Flamengo          |
| 20 de diciembre de 2007 | 20:00 | Boca Juniors      | 65 - 76  | Minas Tenis Clube |
| 20 de diciembre de 2007 | 22:10 | Flamengo          | 75 - 80  | Defensor Sporting |

- (¹) -  Todos en la Arena Telemig, Belo Horizonte, Brasil.
- (²) -  Hora local de Belo Horizonte. (UTC -3).

### Grupo D
| Pos. | Equipo                     | Pts | PJ | PG | PP | PF  | PC  | Dif |
| ---- | -------------------------- | --- | -- | -- | -- | --- | --- | --- |
| 1.   | Peñarol de Mar del Plata x | 6   | 3  | 3  | 0  | 248 | 207 | 41  |
| 2.   | Libertad Sunchales x       | 5   | 3  | 2  | 1  | 228 | 204 | 24  |
| 3.   | Brasília                   | 4   | 3  | 1  | 2  | 218 | 238 | -20 |
| 4.   | Liceo Mixto                | 3   | 3  | 0  | 3  | 224 | 269 | -45 |

- (x) -  Calificado a los Cuartos de Final.

| Fecha               | Hora² | Partido¹                 | Partido¹ | Partido¹           |
| ------------------- | ----- | ------------------------ | -------- | ------------------ |
| 8 de enero de 2008  | 20:00 | Libertad Sunchales       | 76 - 65  | Brasília           |
| 8 de enero de 2008  | 22:10 | Peñarol de Mar del Plata | 95 - 76  | Liceo Mixto        |
| 9 de enero de 2008  | 20:00 | Brasília                 | 86 - 78  | Liceo Mixto        |
| 9 de enero de 2008  | 22:10 | Peñarol de Mar del Plata | 69 - 64  | Libertad Sunchales |
| 10 de enero de 2008 | 20:00 | Libertad Sunchales       | 88 - 70  | Liceo Mixto        |
| 10 de enero de 2008 | 22:10 | Peñarol de Mar del Plata | 84 - 67  | Brasília           |

- (¹) -  Todos en el Estadio Polideportivo Islas Malvinas, Mar del Plata, Argentina.
- (²) -  Hora local de Mar del Plata. (UTC -3).

## Cuartos de final
La fase siguiente a la etapa grupal consistió en 4 llaves conformadas por los dos mejores equipos de cada grupo, y se enfrentaron en la Llave 1 el 1° del Grupo A vs. el 2° del Grupo B, en la Llave 2 el 1° del Grupo B vs. el 2° del Grupo A, en la Llave 3 el 1° del Grupo C vs. el 2° del Grupo D, y en la Llave 4 el 1° del Grupo D vs. el 2° del Grupo C. En dichas llaves, las eliminaciones de los equipos se realizaron a través del sistema de "play-offs", al mejor de 3 partidos: el equipo que ganó dos partidos pasó a la siguiente ronda ("Final Four"). Las localías fueron definidas por el posicionamiento de los equipos en la etapa grupal, donde el equipo que terminó segundo en su grupo jugó de local el primer partido, pero luego los dos siguientes (en caso de haber sido necesario un tercer partido) fueron jugados en la cancha del equipo que finalizó primero en su grupo.

### Llave 1
| Pos. | Equipo              | Pts | PJ | PG | PP | PF  | PC  | Dif |
| ---- | ------------------- | --- | -- | -- | -- | --- | --- | --- |
| 1.   | Soles de Mexicali x | 5   | 3  | 2  | 1  | 234 | 220 | 14  |
| 2.   | Halcones UV Xalapa  | 4   | 3  | 1  | 2  | 220 | 234 | -14 |

- (x) -  Calificado al Final Four.

| Fecha                                                     | Hora  | Equipo local       | Resultado | Equipo visitante   |
| --------------------------------------------------------- | ----- | ------------------ | --------- | ------------------ |
| 14 de enero de 2008                                       | 20:00 | Halcones UV Xalapa | 93 - 78   | Soles de Mexicali  |
| 21 de enero de 2008                                       | 20:00 | Soles de Mexicali  | 72 - 60   | Halcones UV Xalapa |
| 22 de enero de 2008                                       | 20:00 | Soles de Mexicali  | 84 - 67   | Halcones UV Xalapa |
| Soles de Mexicali clasifica con un resultado global 2 - 1 |       |                    |           |                    |

### Llave 2
| Pos. | Equipo                  | Pts | PJ | PG | PP | PF  | PC  | Dif |
| ---- | ----------------------- | --- | -- | -- | -- | --- | --- | --- |
| 1.   | Miami Tropics x         | 5   | 3  | 2  | 1  | 276 | 249 | 27  |
| 2.   | Cangrejeros de Santurce | 4   | 3  | 1  | 2  | 249 | 276 | -27 |

- (x) -  Calificado al Final Four.

| Fecha                                                 | Hora  | Equipo local            | Resultado | Equipo visitante        |
| ----------------------------------------------------- | ----- | ----------------------- | --------- | ----------------------- |
| 16 de enero de 2008                                   | 19:00 | Cangrejeros de Santurce | 102 - 94  | Miami Tropics           |
| 24 de enero de 2008                                   | 18:00 | Miami Tropics           | 91 - 64   | Cangrejeros de Santurce |
| 25 de enero de 2008                                   | 20:15 | Miami Tropics           | 91 - 83   | Cangrejeros de Santurce |
| Miami Tropics clasifica con un resultado global 2 - 1 |       |                         |           |                         |

### Llave 3
| Pos. | Equipo              | Pts | PJ | PG | PP | PF  | PC  | Dif |
| ---- | ------------------- | --- | -- | -- | -- | --- | --- | --- |
| 1.   | Minas Tenis Clube x | 4   | 2  | 2  | 0  | 154 | 145 | 9   |
| 2.   | Libertad Sunchales  | 2   | 2  | 0  | 2  | 145 | 154 | -9  |

- (x) -  Calificado al Final Four.

| Fecha                                                     | Hora  | Equipo local       | Resultado | Equipo visitante   |
| --------------------------------------------------------- | ----- | ------------------ | --------- | ------------------ |
| 15 de enero de 2008                                       | 19:00 | Libertad Sunchales | 72 - 74   | Minas Tenis Clube  |
| 25 de enero de 2008                                       | 19:00 | Minas Tenis Clube  | 80 - 73   | Libertad Sunchales |
| Minas Tenis Clube clasifica con un resultado global 2 - 0 |       |                    |           |                    |

### Llave 4
| Pos. | Equipo                     | Pts | PJ | PG | PP | PF  | PC  | Dif |
| ---- | -------------------------- | --- | -- | -- | -- | --- | --- | --- |
| 1.   | Peñarol de Mar del Plata x | 5   | 3  | 2  | 1  | 270 | 240 | 30  |
| 2.   | Defensor Sporting          | 4   | 3  | 1  | 2  | 240 | 270 | -30 |

- (x) -  Calificado al Final Four.

| Fecha                                                            | Hora  | Equipo local             | Resultado | Equipo visitante         |
| ---------------------------------------------------------------- | ----- | ------------------------ | --------- | ------------------------ |
| 17 de enero de 2008                                              | 21:00 | Defensor Sporting        | 98 - 95   | Peñarol de Mar del Plata |
| 22 de enero de 2008                                              | 19:00 | Peñarol de Mar del Plata | 98 - 74   | Defensor Sporting        |
| 23 de enero de 2008                                              | 19:00 | Peñarol de Mar del Plata | 77 - 68   | Defensor Sporting        |
| Peñarol de Mar del Plata clasifica con un resultado global 2 - 1 |       |                          |           |                          |

## Final Four
Esta etapa final concentró a los ganadores de la eliminación anterior. La sede donde se llevó a cabo el Final Four fue escogida entre las sedes de los 4 equipos finalistas. Tras un período de licitación, finalmente fue la ciudad de Mexicali, Baja California, México la seleccionada como la primera sede del Final Four de la Liga de las Américas. Tiene la característica de ser la sede más occidental y septentrional del torneo. 
El campeón de este primer torneo continental fue Peñarol de Mar del Plata de Argentina, a pesar de perder el último partido, ya que hubo un triple empate con 5 puntos, por lo cual las posiciones se resolvieron por el sistema de "gol average".
El MVP del Final Four fue Quincy Wadley, de Peñarol.
| Pos. | Equipo                   | Pts | PJ | PG | PP | PF  | PC  | Dif |
| ---- | ------------------------ | --- | -- | -- | -- | --- | --- | --- |
| 1.   | Peñarol de Mar del Plata | 5   | 3  | 2  | 1  | 270 | 246 | 24  |
| 2.   | Soles de Mexicali        | 5   | 3  | 2  | 1  | 287 | 278 | 9   |
| 3.   | Miami Tropics            | 5   | 3  | 2  | 1  | 260 | 267 | -7  |
| 4.   | Minas Tenis Clube        | 3   | 3  | 0  | 3  | 233 | 259 | -26 |

| Fecha                | Hora² | Partido¹                 | Partido¹  | Partido¹                 |
| -------------------- | ----- | ------------------------ | --------- | ------------------------ |
| 7 de febrero de 2008 | 19:15 | Peñarol de Mar del Plata | 94 - 77   | Miami Tropics            |
| 7 de febrero de 2008 | 21:30 | Soles de Mexicali        | 95 - 83   | Minas Tenis Clube        |
| 8 de febrero de 2008 | 17:00 | Peñarol de Mar del Plata | 97 - 85   | Minas Tenis Clube        |
| 8 de febrero de 2008 | 19:15 | Soles de Mexicali        | 108 - 116 | Miami Tropics            |
| 9 de febrero de 2008 | 15:00 | Minas Tenis Clube        | 65 - 67   | Miami Tropics            |
| 9 de febrero de 2008 | 17:15 | Soles de Mexicali        | 84 - 79   | Peñarol de Mar del Plata |

- (¹) -  Todos en el Auditorio del Estado, Mexicali, México.
- (²) -  Hora local de Mexicali. (UTC -8).

Peñarol de Mar del Plata

Campeón

Primer título

## Líderes individuales
A continuación se muestran los líderes individuales de la Liga de las Américas 2007-08:
| Categoría         | Jugador                           | Equipo                                 | Media  | Partidos | Total       |
| ----------------- | --------------------------------- | -------------------------------------- | ------ | -------- | ----------- |
| Puntos            | Quincy Wadley                     | Peñarol de Mar del Plata               | 23.1   | 9        | 208         |
| Rebotes           | Horacio Llamas                    | Soles de Mexicali                      | 8.7    | 9        | 78          |
| Asistencias       | Facundo Sucatzky                  | Minas Tenis Clube                      | 9.6    | 8        | 77          |
| Tapones           | Horacio Llamas                    | Soles de Mexicali                      | 1.8    | 9        | 16          |
| Robos             | Terence Shelman                   | Miami Tropics                          | 2.9    | 9        | 26          |
| % de tiros libres | Cornelius Mitchell Alejandro Díez | Miami Tropics Peñarol de Mar del Plata | 100.0% | 9        | 18/18 14/14 |
| % de tiros de 3   | Juan Manuel Locatelli             | Peñarol de Mar del Plata               | 63.9%  | 9        | 23/36       |
| Tiros libres      | Quincy Wadley                     | Peñarol de Mar del Plata               | 7.1    | 9        | 64          |
| Tiros de 3        | Quincy Wadley                     | Peñarol de Mar del Plata               | 3.3    | 9        | 30          |